# アンドリュー・ワイスブラム
アンドリュー・ワイスブラム（Andrew Weisblum）は、編集技師・特殊効果編集者である。
ダーレン・アロノフスキー監督作品に多く参加している。2009年に『ファンタスティック Mr.FOX』でアメリカ映画編集者協会賞長編アニメ編集賞にノミネートされた。

## フィルモグラフィ
- シカゴ Chicago (2002) 特殊効果編集
- Coney Island Baby (2003) 編集
- Undermind (2003) 編集
- ファウンテン 永遠につづく愛 The Fountain (2006) 特殊効果編集
- ブロークン・イングリッシュ Broken English (2007) 編集
- ダージリン急行 The Darjeeling Limited (2007) 編集
- レスラー The Wrestler (2008) 編集
- ファンタスティック Mr.FOX Fantastic Mr. Fox (2009) 編集監修
- ブラック・スワン Black Swan (2010) 編集
- ムーンライズ・キングダム Moonrise Kingdom (2012) 編集
- PARKER/パーカー Parker (2013) 編集
- ザ・イースト The East (2013) 編集
- ノア 約束の舟 Noah (2014) 編集
- アリス・イン・ワンダーランド/時間の旅 Alice Through the Looking Glass (2016) 編集
- マザー! mother! (2017) 編集
- 犬ヶ島 Isle of Dogs (2018) 編集
- フレンチ・ディスパッチ ザ・リバティ、カンザス・イヴニング・サン別冊 The French Dispatch (2021) 編集
- タミー・フェイの瞳 The Eyes of Tammy Faye (2021) 編集
- tick, tick... BOOM! : チック、チック…ブーン! tick, tick... Boom! (2021) 編集
- ザ・ホエール The Whale (2022) 編集
- アステロイド・シティ Asteroid City (2023) 編集
- ヘンリー・シュガーのワンダフルな物語 Roald Dahl's The Wonderful Story of Henry Sugar (2023) 編集